# Bitxac negre

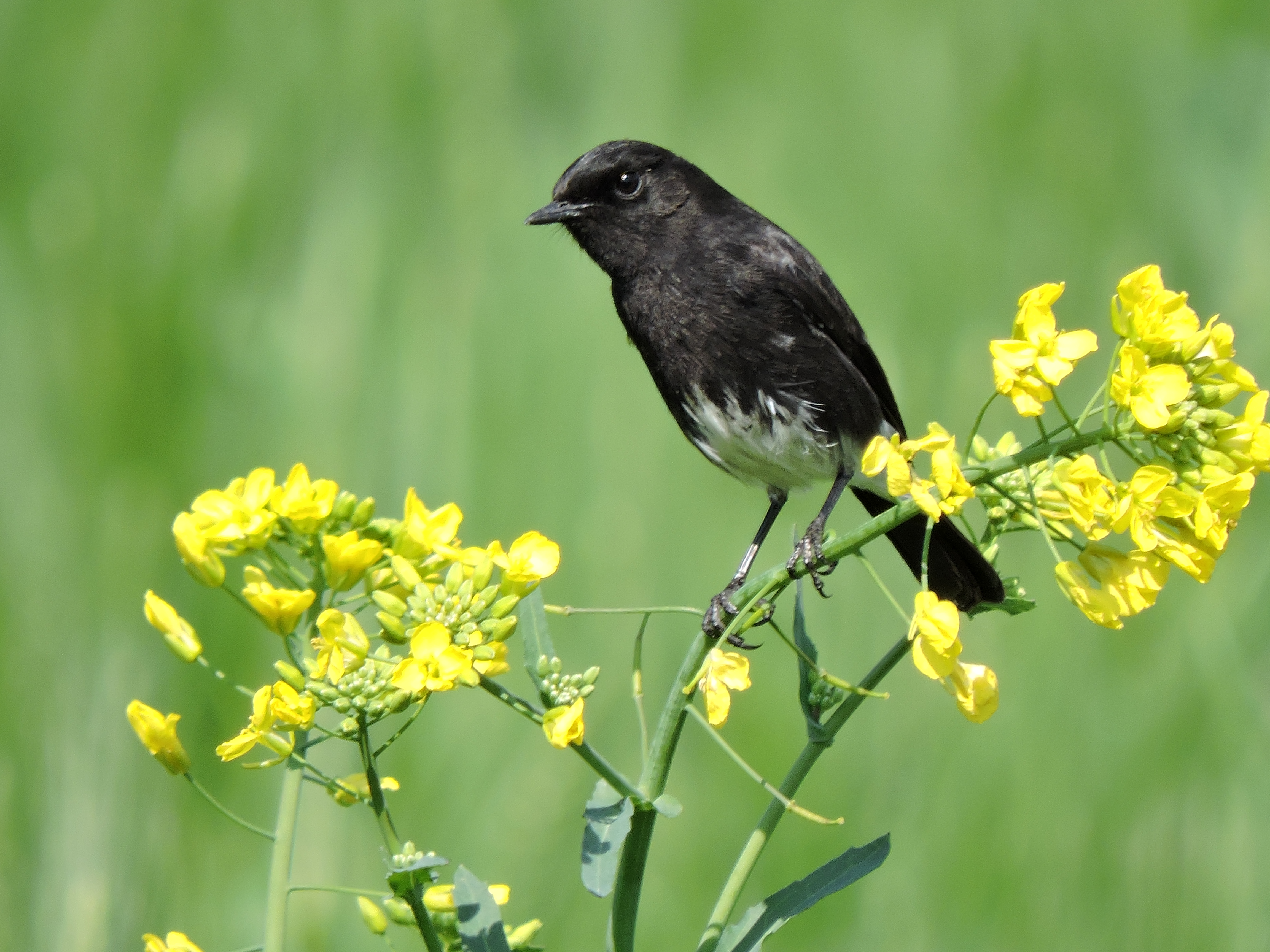
Exemplar de bitxac clapejat a prop del llac Sukhna a Chandigar (India)

El bitxac negre o clapejat (Saxicola caprata) és una espècie d'ocell de la família dels muscicàpids (Muscicapidae) que habita praderies, sabanes, zones arbustives i estepes des de Turkmenistan, Uzbekistan i l'Iran, cap a l'est, a través del Pakistan, l'Índia, Sri Lanka, Bangladesh i Indoxina, fins a les Filipines, Sulawesi, Java, illes Petites de la Sonda, Nova Guinea, Illes Bismarck, Nova Bretanya i Nova Irlanda. El seu estat de conservació es considera de risc mínim.